# Ice-Watch

Het logo van Ice-Watch

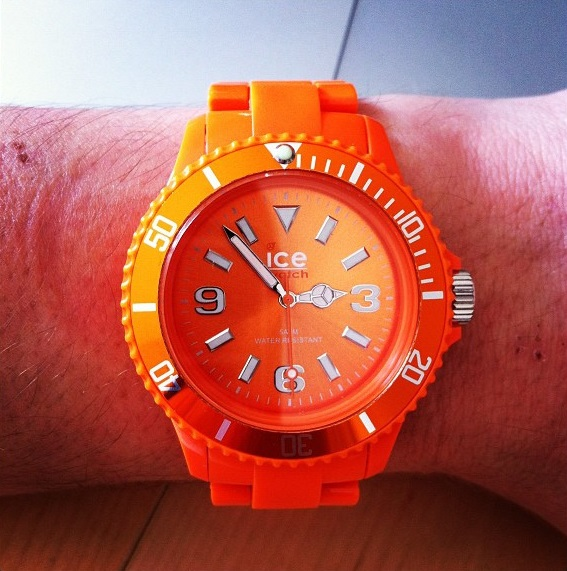

Ice-Watch is een Belgisch merk van polshorloges, in 2006 gelanceerd door Jean-Pierre Lutgen uit Bastenaken, de broer van CdH-politicus Benoît Lutgen. De uurwerken kwamen in 2007 op de markt en werden snel een wereldwijd succes. Begin 2010 werden er al meer dan 200.000 per maand van verkocht. Het motto van het merk is "Change. You can." Het merk Ice-Watch behoort tot de naamloze vennootschap TKS S.A., die in oktober 2012 haar naam veranderde in Ice S.A.
De horloges worden ontworpen in België, en geassembleerd in China. Het mechanisme is afkomstig van Japan (Miyota, dochtermaatschappij van Citizen). De kast en de riempjes zijn plastic (polyamide, polyurethaan of siliconen) in verschillende kleuren, van transparant tot fluorescerend.
Haar succes dankt het merk aan een uitgekiende marketingstrategie, gericht op een jeugdig koperspubliek. Daarbij wordt gebruikgemaakt van moderne media en technieken (Facebook, virale marketing). De horloges waren te zien in videoclips van onder meer Black Eyed Peas en Katy Perry (Part of Me). Er is ook een speciale collectie "F*** ME I'm Famous" gelanceerd in co-branding met David Guetta, waarvoor Davids vrouw Cathy model stond.

## Verpakking
Onderdeel van het imago van Ice-Watch waren aanvankelijk de dozen waarin de horloges verpakt waren. Je krijgt ze in een kubusvormig doosje dat je op kan stapelen zoals de legoblokjes. De Deense speelgoedfabrikant vond dat dit een inbreuk was op haar rechten en spande daarom in België een rechtszaak tegen Ice-Watch. Lego kreeg in eerste instantie gelijk, het beroep van Ice-Watch werd nietig verklaard en op 29 februari 2012 veroordeelde het hof van beroep Ice-Watch tot een dwangsom per dag dat het nog horloges verkocht in deze verpakking in België. Uiteindelijk gaf het hof van beroep van Brussel op 12 december 2012 Lego gelijk en mocht TKS/Ice SA geen producten of verpakkingen meer verkopen die de vormkenmerken van Lego vertoonden.